# Microtus xanthognathus
Microtus xanthognathus là một loài động vật có vú trong họ Cricetidae, bộ Gặm nhấm. Loài này được Leach mô tả năm 1815.